# Hatiora herminiae
Hatiora herminiae ist eine Pflanzenart in der Gattung Hatiora aus der Familie der Kakteengewächse (Cactaceae). Das Artepitheton herminiae ehrt Herminia Castellanos, die Ehefrau des argentinischen Botanikers Alberto Castellanos.

## Beschreibung
Hatiora herminiae wächst epiphytisch und strauchig mit aufrechten oder übergebogenen Trieben, die gabelförmig oder wirtelig verzweigen. Sie erreicht Wuchshöhen von bis zu 30 Zentimetern. Die grauen bis matt dunkelgrünen, zylindrischen, nicht gerippten, an der Spitze filzigen Triebsegmente sind 2 bis 5 Zentimeter lang und weisen Durchmesser von bis 5 Millimetern auf. Die wenigen kleinen Areolen sind mit kleinen Schuppen und 1 bis 2 kleinen Borsten besetzt.
Die meist einzelnen, rosaroten bis rosamagentafarbenen Blüten sind bis 2 Zentimeter lang und weisen Durchmesser von bis zu 2,5 Zentimetern auf. Die Früchte sind olivgrün.

## Verbreitung, Systematik und Gefährdung
Hatiora herminiae ist in den brasilianischen Bundesstaaten São Paulo und Minas Gerais in den Nebelwäldern der Serra da Mantiqueira in Höhenlagen bis 2000 Metern verbreitet.
Die Erstbeschreibung als Hariota herminiae erfolgte 1941 durch Paulo Campos Porto und Alberto Castellanos. Sie war jedoch gemäß den Regeln des ICBN ungültig (Artikel 11.4, unkorrekter Name). Wilhelm Barthlott stellte die Art 1987 in die Gattung Hatiora. Weitere nomenklatorische Synonyme sind Hatiora herminiae (Porto & A.Cast.) Backeb. (1959, nom. inval.) und Rhipsalis herminiae (Porto & A.Cast.) Kimnach (1996).
In der Roten Liste gefährdeter Arten der IUCN wird die Art als „Endangered (EN)“, d. h. als stark gefährdet geführt.

## Nachweise